# Erethistoides infuscatus
Erethistoides infuscatus är en fiskart som beskrevs av Ng 2006. Erethistoides infuscatus ingår i släktet Erethistoides och familjen Erethistidae. IUCN kategoriserar arten globalt som otillräckligt studerad. Inga underarter finns listade i Catalogue of Life.